# Banque d'Anvers

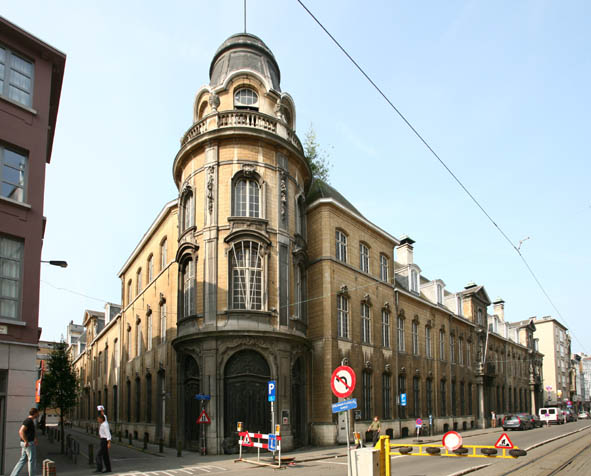
Voormalig hoofdkantoor in de Lange Nieuwstraat (nr. 20-24) van 1929 tot 1920

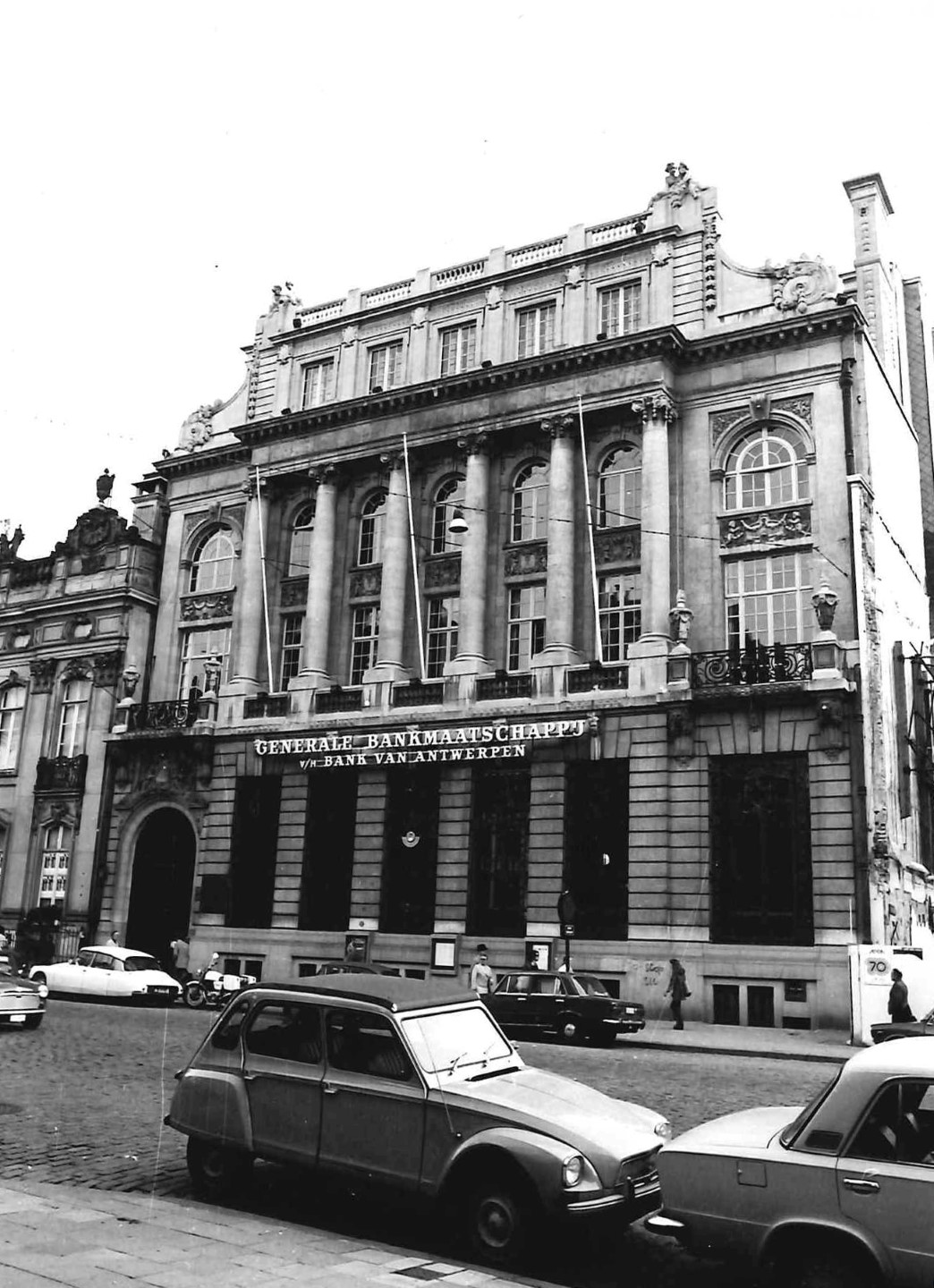
Voormalige hoofdkantoor aan de Meir (nr. 48) van 1920 tot 1965. Het gebouw werd ontworpen door architect Émile Thielens in 1906 en voltooid in 1908.

De Banque d'Anvers (Nederlands: Bank van Antwerpen) was een Belgische bank die fungeerde als filiaal van de Generale Maatschappij van België in Antwerpen. De bank begon in 1823 als een filiaal, werd in 1827 een volledig zelfstandige bank, en werd uiteindelijk in 1965 gefuseerd met de Generale Bank. In de jaren 1920 werd ze omschreven als een van de machtigste banken in België.
Hoewel de bank vooral actief was in Nederlandstalig België, werd ze gedurende bijna haar hele bestaan aangeduid met haar Franse naam, zelfs in Nederlandstalige en Engelstalige contexten.

## Geschiedenis
Een jaar na haar oprichting in 1822 opende de Generale Maatschappij van België, toen bekend als de Algemeene Nederlandsche Maatschappij, een filiaal in Antwerpen. Enkele jaren later werd dit filiaal omgevormd tot een zelfstandige bank, een dochteronderneming die op 1 januari 1827 van start ging. In die tijd was de Algemeene Nederlandsche Maatschappij een uitgevende bank en bracht ze speciale bankbiljetten uit die alleen bij de Banque d'Anvers konden worden ingewisseld.
De bank had in haar eerste decennia geen eigen kapitaal, tot ze in 1870 werd geherstructureerd en gekapitaliseerd. Daarbij nam de Generale Maatschappij de helft van het aandelenkapitaal op zich.
In 1919 nam de Banque d'Anvers de Banque de l'Union Anversoise (opgericht in 1910) en Crédit Mobilier de Belgique (opgericht in 1900 als de Banque de Reports, de Fonds Publics et de Dépôts, en hernoemd in 1914) over. Deze banken werden volledig geïntegreerd in 1924.
In 1934-1935 bracht de Generale Maatschappij al haar andere lokale dochterbanken samen in de nieuw gevormde Générale de Banque (Nederlands: Generale Bank). De familiale aandeelhouders van de Banque d'Anvers verwierpen dit plan echter, waardoor de bank de enige autonome lokale dochteronderneming van de Generale Maatschappij in België bleef. Ze moest wel haar industriële participaties afstoten, waarvoor een aparte holding werd opgericht, Crédit Mobilier d'Anvers, waarvan het aandelenkapitaal onder de eigen aandeelhouders werd verdeeld.
Na de Tweede Wereldoorlog nam de Banque d'Anvers andere lokale banken over, zoals de Banque de Crédit Commercial in 1957 en de Banque J.J. Le Grelle (opgericht in 1792) in 1962. Ondanks deze uitbreidingen miste de Banque d'Anvers de schaalgrootte die nodig was in het België van de jaren 1960.
Op 30 november 1965 werd de bank gefuseerd met de Générale de Banque, tegelijk met de Société Belge de Banque. Later werd deze bank Fortis en uiteindelijk BNP Paribas Fortis. Hierdoor keerde de Banque d'Anvers terug naar haar oorspronkelijke status als lokaal filiaal van de Générale. Het voormalige hoofdkantoor aan de Meir droeg daarna een bord met de tekst "Generale Bankmaatschappij v/h Bank van Antwerpen".
Onder meer Jean Osy, Ferdinand Baeyens en Hector Carlier bekleedden topfuncties bij de bank of hadden aanzienlijke participaties in de bank.